# Vas (Venetien)
Vas ist eine Fraktion der italienischen Gemeinde (comune) Setteville in der Provinz Belluno, Region Venetien.

## Geographie
Vas liegt im Tal des Flusses Piave, etwa 10 Kilometer südöstlich der Stadt Feltre auf einer Höhe von 218 m s.l.m. auf der orographisch linken Talseite.

## Geschichte
Vas schloss sich am 28. Dezember 2013 mit Quero zur neuen Gemeinde Quero Vas zusammen. Zu ehemaligen Gemeindegebiet gehörten die Fraktionen Marziai und Caorera.